# کریم قنبری

باشگاه سپاهان اصفهان - ۱۳۷۹ کریم قنبری ایستاده از راست، نفر اول

کریم قنبری (زاده ۳ اسفند ۱۳۴۳، دزفول) بازیکن پیشین فوتبال اهل ایران است.
او سابقهٔ بازی در تیم‌های سپاهان اصفهان و پلی اکریل اصفهان دارد. قنبری کاپیتان تیم فوتبال سپاهان اصفهان به مدت چهار فصل بود و با کاپیتانی قنبری اصفهان قهرمان لیگ قدس در سال‌های ۱۳۶۵ و ۱۳۶۶ شد او در سپاهان یک مقام سومی و چهارمی لیگ آزادگان به سالهای ۱۳۷۴و ۱۳۷۵ نیز بدست آورد. در سال ۱۳۶۸به اردوی تیم ملی فوتبال دعوت گردید و سابقه پوشیدن پیراهن تیم ملی فوتسال را نیز دارد و در سال ۱۳۷۶ در تیم سپاهان اصفهان از فوتبال خداحافظی کرد.

## دوران دستیاری
قنبری در نیم فصل دوم ۸۴–۱۳۸۳ دستیار استانکو پوکله‌پوویچ، در فصل ۸۵–۱۳۸۴ دستیار ادسون تاوارس بود که قهرمان جام حذفی شدند و در فصل ۸۶–۱۳۸۵ دستیار لوکا بوناچیچ بود که مجدداً قهرمان جام حذفی و به عنوان نایب قهرمانانی لیگ قهرمانان آسیا رسید و فصل بعد در جام باشگاه‌های جهان به همراه سپاهان شرکت کرد ولی در مرحله یک چهارم نهایی مغلوب اوراوا رد ژاپن شدند و عنوانی کسب نکرد.
در فصل ۸۷–۱۳۸۶ قنبری به عنوان دستیار لوکا بوناچیچ انتخاب شده بود، اما بوناچیچ در میانهٔ فصل این تیم را ترک کرد و سرمربیگری النصر امارات را بر عهده گرفت. سپس قنبری مدت کوتاهی به عنوان سرمربی موقت در سپاهان فعالیت کرد که حاصل آن یک برد و یک شکست در لیگ برتر بود و سپس با انتخاب جوروان ویرا به عنوان سرمربی سپاهان، او نیز تا پایان فصل دستیار ویرا در این تیم شد و سپاهان نایب قهرمان آن فصل شد
وی پس از آن در تیم النصر امارات دستیار لوکا بوناچیچ نیز بوده‌است.
او در فصل ۸۹–۱۳۸۸ و ۹۰–۱۳۸۹ دستیار امیر قلعه‌نویی در تیم سپاهان بوده‌است و ۲ بار قهرمانی لیگ برتر کشور را کسب نمود.
در فصل ۹۱–۱۳۹۰ قنبری به عنوان دستیار لوکا بوناچیچ انتخاب شده بود و پس از برکناری بوناچیچ از سپاهان، او به عنوان سرمربی موقت این تیم انتخاب شد و در چهار دیداری که به عنوان سرمربی بر روی نیمکت تیم سپاهان نشست، ۲ برد و ۱ تساوی در لیگ برتر و ۱ شکست در جام حذفی را کسب کرد و سپس با انتخاب زلاتکو کرانچار در آبان ۱۳۹۰ به عنوان سرمربی سپاهان، سرمربی‌گری موقت قنبری در باشگاه سپاهان به پایان رسید.
قنبری در فصل ۹۲–۱۳۹۱ دستیار منصور ابراهیم‌زاده در تیم نفت تهران بوده‌است.
او در فصل ۹۳–۱۳۹۲ دستیار ابراهیم‌زاده در تیم راه‌آهن نیز بود.
وی در نیم‌فصل اول ۹۴–۱۳۹۳ دستیار منصور ابراهیم‌زاده در تیم پیکان تهران بود.
قنبری در فصل ۹۶–۱۳۹۵ دستیار عبدالله ویسی و زلاتکو کرانچار در تیم سپاهان اصفهان بود.
او در نیم فصل دوم ۹۷–۱۳۹۶ تا انتهای هفتهٔ بیستم لیگ، دستیار زلاتکو کرانچار در تیم سپاهان اصفهان بود و پس از جدایی کرانچار، به عنوان سرمربی موقت سپاهان انتخاب شد و در یک دیدار از لیگ برتر سرمربی‌گری سپاهان را بر عهده داشت که با شکست همراه بود. پس از سرمربیگری منصور ابراهیم‌زاده در سپاهان، وی دستیار او در این تیم شد.
قنبری را می‌توان به عنوان پر افتخارترین کمک مربی ایرانی حاضر در تمام ادوار لیگ نام برد.

## افتخارات مربی‌گری
باشگاهی
- قهرمانی در جام حذفی۸۵–۱۳۸۴به همراه تیم سپاهان اصفهان
- قهرمانی در جام حذفی۸۶–۱۳۸۵به همراه تیم سپاهان اصفهان
- نایب قهرمانی درلیگ قهرمانان آسیا سال ۲۰۰۷به همراه تیم سپاهان اصفهان و حضور در جام باشگاه‌های جهان
- نایب قهرمانی در لیگ برتر ۸۷–۱۳۸۶به همراه تیم سپاهان اصفهان
- قهرمانی در لیگ برتر ۸۹–۱۳۸۸به همراه تیم سپاهان اصفهان
- قهرمانی در لیگ برتر ۹۰–۱۳۸۹ به همراه تیم سپاهان اصفهان
- قهرمانی مناطق و قهرمانی لیگ 3 به همراه تیم ون پارس اصفهان

## آمار سرمربی‌گری
| تیم                         | از       | تا        | آمار | آمار | آمار  | آمار | آمار | آمار  | آمار | آمار |
| تیم                         | از       | تا        | بازی | برد  | مساوی | باخت | زده  | خورده | +/-  |      |
| --------------------------- | -------- | --------- | ---- | ---- | ----- | ---- | ---- | ----- | ---- | ---- |
| سپاهان اصفهان (سرمربی موقت) | دی ۱۳۸۶  | بهمن ۱۳۸۶ | ۲    | ۱    | ۰     | ۱    | ۴    | ۳     | ۱+   |      |
| سپاهان اصفهان (سرمربی موقت) | مهر ۱۳۹۰ | آبان ۱۳۹۰ | ۴    | ۲    | ۱     | ۱    | ۶    | ۵     | ۱+   |      |
| سپاهان اصفهان (سرمربی موقت) | دی ۱۳۹۶  | بهمن ۱۳۹۶ | ۱    | ۰    | ۰     | ۱    | ۰    | ۱     | ۱-   |      |
| مجموع                       | مجموع    | مجموع     | ۷    | ۳    | ۱     | ۳    | ۱۰   | ۹     | ۱+   |      |